# 格兰特·梅因
格兰特·梅因（英語：Grant Main，1960年2月11日—），加拿大男子赛艇运动员。他曾代表加拿大参加1984年和1988年夏季奥林匹克运动会赛艇比赛，其中1984年奥运会获得一枚金牌。